# Ward Moore
Pour les articles homonymes, voir Moore.
Œuvres principales
- Encore un peu de verdure
- Autant en emporte le temps

Joseph Ward Moore, né le 10 août 1903 à Madison au New Jersey et mort le 28 janvier 1978  à Pacific Grove en Californie, est un écrivain de science-fiction américain.

## Biographie
Joseph Ward Moore est né en 1903 à Madison dans le New Jersey, mais il grandit à Montréal au Canada. En 1913, sa famille revient s'installer à New York. L'histoire[Laquelle ?] raconte qu'il est expulsé du De Witt Clinton High School pour avoir défendu des idées communistes. Moore lui-même affirme avoir quitté l'école pour pouvoir écrire. Il s'installe définitivement en Californie à partir de 1928. Ward Moore a trois enfants[réf. nécessaire].
Ward Moore commença à écrire dès l'âge de 11 ans. Il est membre du Federal Writers Project of the WPA entre 1937 et 1940, et publie son premier roman, Breathe the Air Again, en 1942, qui n'appartient pas au genre de la science-fiction. Son récit le plus célèbre, paru en 1953, est une uchronie intitulée Bring the Jubilee (publiée en français sous le titre Autant en emporte le temps). L'histoire, racontée par le voyageur temporel Hodge Backmaker, dépeint un monde dans lequel les États du Sud ont gagné la Guerre de Sécession, laissant en ruine les États du Nord. Ce roman va constituer l'une des sources d'inspiration du Maître du Haut Château (1961) de Philip K. Dick.
Ward Moore est également l'auteur de Cloud By Day qui se déroule dans le Topanga Canyon, Encore un peu de verdure (Greener Than You Think), un roman qui décrit les ravages d'une végétation que rien ne peut plus arrêter, Joyleg, coécrit avec Avram Davidson et Sous le caducée (Caduceus Wild), coécrit avec Robert Bradford.
Ward Moore est également connu pour deux nouvelles, L'Aube des nouveaux jours (Lot, 1953) et Les Nouveaux Jours (Lot's Daughter, 1954), des contes post-apocalyptiques d'inspiration biblique. Le film Panic in Year Zero! de Ray Milland (1962) est basé sur ces deux nouvelles de Ward Moore.

## Œuvres

### Romans
- Encore un peu de verdure, Denoël, coll. « Présence du futur », 1975 ((en) Greener Than You Think, 1947)
- Autant en emporte le temps, Denoël, coll. « Présence du futur », 1977 ((en) Bring the Jubilee, 1955)
- Sous le caducée, Le Livre de poche, coll. « Science-fiction », 1981 ((en) Caduceus Wild, 1978)

### Quelques nouvelles
- Le Vaisseau fantôme, 1957 ((en) Flying Dutchman, 1951)
- Un homme jaugé ((en) Measure of a Man, 1953)
- L'Aube des nouveaux jours, 1955 ((en) Lot, 1953)Également titré Loth
- Les Nouveaux Jours ((en) Lot's Daughter, 1954)
- Cercle vicieux ((en) Old Story, 1955)
- Les Dominions de l'espace ((en) Dominions Beyond, 1955)
- Le Mystérieux Laitier ((en) The Mysterious Milkman of Bishop Street, 1955)
- Le Poids du mal ((en) No Man Pursueth, 1956)
- Un homme adapté ((en) Adjustement, 1957)
- L'Étranger, 1960 ((en) The Fellow who married the Maxill Girl, 1959)
- Le Rebelle, 1962 ((en) Rebel, 1962)
- Frank Merriwell à la Maison Blanche, 1974 ((en) Frank Merriwell in the White House, 1973)